# Адаптация пчёл
«Адапта́ция пчёл» (также Beesadaptic) — российская рок-группа.

## Участники

### Текущий состав
- Александр «Dizzy» Буслов — вокал, гитара (1999 — н. в.)
- Светлана «Vs» — клавишные, программинг, бас, бэк-вокал (1999 — н. в.)
- Анатолий Левитин — барабаны (2020 — н. в.)

### Бывшие участники
- Максим Буслов — гитара (1999—2017)
- Андрей «Asi» Синицын — барабаны (2003—2017)

### Концертные и сессионные участники
- Олег Канаков — бас (2010—2011, 2013—2014)
- Андрей Аникин — гитара, перкуссия, бэк-вокал (2017, 2019, 2021, 2022)
- Benjamin Baert — барабаны (2019, 2021, 2022)
- Антон Серебренников — бас (2019)
- Den Badr — барабаны (2020)
- Рубен Казарьян — гитара (2022)

### Административный персонал
- Александр Коршун — звукорежиссёр
- Андрей Аникин — менеджер, также сессионная гитара, перкуссия и бэк-вокал

## О группе

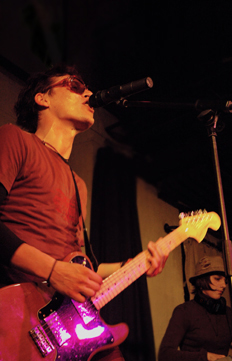
Адаптация Пчёл

Оригинальные участники «Адаптации пчёл» знают друг друга с детства. Александр и Максим Бусловы — родные братья.
Группа образовалась в 1999-м году, а 20 сентября 1999 года появляется на свет название «Адаптация пчёл». Название группы возникло благодаря нескольким эпизодам. Сам термин «адаптация пчёл» Саша Буслов впервые услышал на уроке биологии, яркое впечатление оставила атака экспериментальных пчёл в сериале «X-Files», затем на глаза попалась обложка винила «The Beatles — Вкус мёда», на которой изображены соты.
С 2003 года группа выступает с концертами, а также участвует в рок-фестивалях в городах России, Беларуси и Украины: «Альтернативный Новый год» (Вологда), «Перекрёсток», «Indie Music Party» (Нижний Новгород), «Фонарь» (Архангельск), «Рокгерой» (Москва), «Соседний мир» (Крым), «Эволюция» (Саранск), «SelfFest» (Москва).
В 2005 и 2007 гг. «Адаптация пчёл» получает номинации RAMP — Russian Alternative Music Prize — сразу в двух категориях: «Открытие года» и «Underground Act Года».
«Адаптация пчёл» выпустила первый в истории отечественной альтернативы двойной альбом «Меланоя», в который вошло 20 композиций. Альбом издан как двухдисковый DigiPack в 2009 году на лейбле «А и Б Рекордз».
Музыкальное многообразие пластинки вызвало живой интерес со стороны ценителей и рецензентов. Разноплановость композиций — от тяжелого гитарного звука — «Драйв», «Тело предать земле», «Бэд трип» до эмбиента — «Назад в Зазеркалье», «Невесомость», «33 несчастья», и танцевальной музыки — «Обратная связь», «Мазарины». Скрепом звука является необычный голос вокалиста Александра Буслова. Новые слушатели зачастую ошибочно предполагают, что необычность вокала достигается за счёт специальных обработок. Однако разгадка — в природной особенности голоса Dizzy, в сочетании четверть-тоновых переходов вокала и своеобразного тембра.
Наибольшую популярность получили треки, вышедшие до альбома на синглах, а также в виде клипов: «Диспозиция» и «Сказка сама по себе».
В 2011 году «Адаптация пчёл» опубликовала первую часть следующего большого альбома «Сны из Тюбика». Новый цикл творчества группа посвятила теме путешествий, сказок и приключений.
Онлайн-рейтинги определяют главными хитами первой части альбома треки «Весёлые старты» и «Лемминги». Примечательно, что песня «Весёлые старты» получила в народе новое название и живёт в интернете самостоятельной жизнью, известная как «Держите руку на пульсе».
В период 2011—2013 гг. группа 7Раса пригласила «Адаптацию пчёл» принять участие в подготовке своего нового альбома «Солнечное сплетение», релиз которого состоялся в конце 2013 года. Адаптики сделали аранжировки и записали партии для пяти песен 7Расы: «Бархатом трав», «Реакторы», «Вода», «Вода узнаёт», «Колесо».
В свою очередь, Саша Растич и Егор Подтягин из 7Расы приняли участие в записи песни «Солнце нараспашку» на 2-й части «Снов из Тюбика» в качестве бэк-вокалиста и басиста соответственно.
В 2014 году группа опубликовала вторую часть «Снов из Тюбика». В своих интервью музыканты отмечают, что третья часть станет итоговой в этом цикле творчества.
Синглом второй части стала песня «Детство налегке», которая вышла в виде анимационного клипа. В августе того же года опубликована альтернативная версия «Детство налегке», вышедшая на одноимённом сингле.
В конце этого же года «Адаптацию пчёл» отбирают в качестве саппорт-группы для московского концерта Blue Foundation — датской трип-хоп группы, получившей мировое признание.
В 2015 году Александр Буслов опубликовал свой первый сольный акустический сингл «Двинулись». Лидер «Адаптации пчёл» заявил о своих планах записать акустический альбом параллельно работе над «Снами из Тюбика».
В процессе записи и мастеринга альбомов группа сотрудничает со звукорежиссёрами Владимиром Овчинниковым («Студия Мосфильм», «Vintage Mastering Studio», Земфира, Мумий Тролль), Андреем Алякринским (питерская студия «Добролёт», Tequilajazzz, Вячеслав Бутусов и Ю-Питер, Сплин), Андреем Ивановым («Моральный Кодекс», Магнитная Аномалия), Борисом Истоминым («Студия Мосфильм», «Knob Studio»), Юрием Богдановым («Magic Mastering Studio»).
Композиции группы звучали в эфире радиостанций Наше Радио, MAXIMUM, Радио России, Маяк, Говорит Москва, Радио Rock Online, Aplus Rock, Просто Радио, Нижегородская волна, Радио Феликс, AlterVision, Штурм, Специальное Радио и других. Премьеры клипов на песни «Сказка сама по себе» (2007) и «Диспозиция» (2008) состоялись на первом альтернативном музыкальном канале A-One и канале О2ТВ, принявшими их в ротацию.

## Стиль
Музыкальный почерк «Адаптации пчёл» отличает резкая смена настроений и предельная плотность звука полуэлектронных треков.
Многослойное и абстрактное слово «кибер-грандж» в полной мере отражает реальную картину творчества музыкантов: головокружительная смесь электроники и альтернативного исполнения с цепляющей ритм-секцией и сочным тягучим вокалом. (Rockmonster.ru, 3 мая 2009 г.)
Музыка «Адаптации пчёл» — вроде бы альтернативный рок, которым уже даже на канале А-One пугают все реже, впрочем, и он в «Меланое» подвергся существенной ревизии. Альтрок — это если смотреть широко, а внутри песенной ткани «Адаптации пчел» может разливаться клавишный эмбиент, может громыхать техно, пост-панк оживает тут и там. (Новая газета, № 76 от 17 июля 2009 г.)
Кажется, что оцифровано всё — и голос, и барабаны, и гитары, и тексты, и мелодия. Именно очень широкое использование компьютерных технологий создает завораживающую космическую атмосферу альбома, так что во время прослушивания теряешься в названиях и порядках треков, и просто движешься по музыкальной невесомости. (Muz.novdelo.ru, 2006 г.)

## Дискография

### Студийные альбомы
- 2009 — Меланоя
- 2021 — Горький Драйв

### Мини-альбомы
- 2006 — Точка Невозвращения
- 2011 — Сны из Тюбика (часть первая)
- 2014 — Сны из Тюбика (часть вторая)

### Синглы и EP
- 2004 — Собака на Луне
- 2004 — Безнадёжный cекрет
- 2005 — Тундра, подъём!
- 2007 — Chapter One — Сказка сама по себе
- 2008 — Chapter Two — Диспозиция
- 2010 — Под волшебным колпаком
- 2012 — Небо как кофе / Берег
- 2014 — Детство налегке
- 2017 — Стеклянный Шар
- 2018 — Коробок
- 2018 — Пластинка
- 2019 — Декорация
- 2019 — Велосипеды
- 2020 — LIVE
- 2022 — Просыпайся

### Демо
- 1999 — Синдикат
- 2003 — Республика ос
- 2005 — Promo Чилим

### Дискография Александра Буслова
- 2015 — Двинулись (сингл)
- 2016 — Среди живых (альбом)
- 2016 — Кораблики (сингл)

## Клипы
- 2007 — «Сказка сама по себе»
- 2008 — «Диспозиция»
- 2010 — «Под волшебным колпаком»
- 2010 — «Бэд трип»
- 2012 — «Весёлые старты»
- 2014 — «Детство налегке»
- 2018 — «Пожиратели чудес»
- 2018 — «Вверх тормашками»
- 2018 — «Коробок»
- 2018 — «Пластинка»
- 2019 — «Декорация»
- 2019 — «Велосипеды»
- 2021 — «Мир товаров и услуг»
- 2023 — «Солдатики»
- 2024 — «Улица Есенина»